# الدوري الأوروبي لكرة السلة 2009-10
الدوري الأوروبي لكرة السلة 2009-10 هو الموسم 10 من  الدوري الأوروبي لكرة السلة. أشرف على تنظيمه الدوري الأوروبي لكرة السلة، وكان عدد الأندية المشاركة فيه  30، وفاز فيه نادي برشلونة لكرة السلة.